# Autoefficacia
L'autoefficacia (self-efficacy in inglese) è un processo identificato dallo psicologo Albert Bandura per l'analisi dell'agentività umana. Il contesto teorico entro cui questo costrutto si sviluppa è la teoria sociale cognitiva. L'autoefficacia può essere definita come una capacità generativa (che ha la funzione di organizzare elementi particolari) il cui scopo è quello di orientare le singole sottoabilità cognitive, sociali, emozionali e comportamentali in maniera efficiente per assolvere a scopi specifici.

## Perché valutare l'autoefficacia
Le credenze delle persone riguardanti la propria efficacia nel gestire gli eventi influenzano le scelte, le aspirazioni, i livelli di sforzo, di perseveranza, la resilienza, la vulnerabilità allo stress ed in generale la qualità della prestazione. Indagare le convinzioni di autoefficacia personale relativamente ad un dato comportamento può allora permettere di predire la condotta dell'individuo in quello specifico dominio comportamentale.
Le convinzioni di efficacia esercitano la propria funzione agentica in modo diverso a seconda della tipologia d'azione analizzata: 
- Relativamente alla realizzazione di prestazioni elevate, emergono come elementi mediatori le convinzioni associate alla propria efficacia autoregolatoria, ossia la capacità della persona di orchestrare in maniera efficace le singole sottoabilità impiegate. L'efficacia in uno specifico ambito non è data dal semplice possesso delle singole sottoabilità. Condizione necessaria ma non sufficiente per un senso di efficacia resistente è allora uno stabile senso di efficacia autoregolatoria. Esso consente agli individui di ottenere prestazioni elevate utilizzando proattivamente le singole abilità, anche all'interno di un ambiente che non facilita il raggiungimento del proprio scopo.
- Per quanto riguarda le convinzioni di efficacia sulla gestione delle emozioni e delle relazioni interpersonali, si evidenzia una relazione causa tra efficacia emotiva (relativa alla regolazione dell'affettività negativa e all'espressione dell'affettività positiva) ed efficacia interpersonale (convinzioni relative alla gestione delle relazioni con profitto e soddisfazione).
- Il senso di autoefficacia agisce anche sulla determinazione e sulla scelta degli obiettivi personali. In questo senso l'importanza primaria di credenze di efficacia incentrate sulla controllabilità dell'ambiente entro cui la scelta è operata risulta fondamentale nella scelta dei propri obiettivi. Con una scarsa controllabilità percepita, si riducono le aspirazioni, e gli obiettivi che esse ispirano.

## Fonti esperienziali dell'autoefficacia
Le convinzioni riguardo alla propria efficacia personale costituiscono uno degli aspetti principali della conoscenza di sé. 
Secondo Bandura il senso di autoefficacia rispetto a una performance deriva dalle seguenti convinzioni di base: 
1. La convinzione di sapere in che modo (cosa occorre fare) per ottenere un determinato risultato
2. la convinzione di avere le capacità per farlo
3. La convinzione che mettendo in atto quel comportamento si otterrà il risultato sperato

Bandura identifica quattro fonti di informazioni principali per la costruzione dell'efficacia: 
1. Le esperienze comportamentali dirette di gestione efficace, che hanno la funzione di indicatori di capacità;
2. Le esperienze vicarie e di modellamento, che alterano le convinzioni di efficacia attraverso la trasmissione di competenze e il confronto con le prestazioni ottenute dalle altre persone;
3. La persuasione verbale ed altri tipi di influenza sociale, che infondono e costituiscono la possibilità di possedere competenze da sperimentare;
4. Gli stati fisiologici ed affettivi, in base ai quali le persone giudicano la loro forza, vulnerabilità, reattività al disfunzionamento.

Ogni mezzo di influenza, sia esso sociale, cognitivo o affettivo, a seconda della sua natura, può operare attraverso uno o più di questi canali di informazione e costruzione dell'efficacia. 
Benché ci siano alcuni processi cognitivi alla base dell'elaborazione aggregativa dei giudizi di efficacia a partire dalle sue fonti, la formazione di un'idea di sé tiene conto delle possibili valutazioni altrui, e può risultare potenzialmente pericolosa per l'autostima, ed instaurare dinamiche distorcenti a scopo difensivo.
Oltre all'effetto di distorsione dei giudizi legato agli stati emotivi le persone mostrano capacità cognitive di integrare informazioni multidimensionali limitate. La capacità di selezionare, ponderare, e integrare le informazioni di efficacia rilevanti, migliora con lo sviluppo delle abilità autoregolatorie. In questo senso la verifica delle proprie capacità autovalutative richiede non solo la conoscenza delle proprie capacità, ma anche la comprensione dei tipi di abilità richiesti per la specifica prestazione.

## Sviluppo delle convinzioni di autoefficacia
Bandura (1997) definisce una metodologia di sviluppo delle convinzioni di autoefficacia: 
1. L'individuo apprende le capacità richieste attraverso l'osservazione diretta o mediata (per esempio mediante videotape o l'impiego di tecnologie digitali) di un modello.
2. Le strutture conoscitive (credenza, aspettative, standard personali) sviluppate nella prima fase vengono consolidate mediante la loro trasformazione in azioni. La persona viene messa alla prova in un contesto protetto, ed incoraggiata ad utilizzare le capacità acquisite al fine di perfezionarle.
3. Questa stessa procedura viene impiegata nell'ultima fase, in cui la persona viene messa alla prova nell'esercizio delle capacità acquisite direttamente nella vita lavorativa di tutti i giorni

## Misura delle convinzioni di autoefficacia
La valutazione del senso di autoefficacia è operativamente definita dalla misura delle credenze ad esso associate. La scala Likert rappresenta uno strumento chiave nella sua misurazione attraverso strumenti carta - matita. La metodologia standard di misurazione delle convinzioni di efficacia, prevede che gli item (vedi psicometria) descrivano compiti di diverso livello e complessità, e che le persone valutino la forza della loro convinzione di saper fare le attività richieste ed implicate. Le convinzioni sono chiaramente espresse in termini di "so fare".
Bandura suggerisce di registrare la forza delle convinzioni di autoefficacia su una scala a 100 punti che, con intervalli a 10 passi, parte da 0 ("non lo so fare") e arriva alla sicurezza totale (100: "sono certo di saperlo fare"). Le scale di misura dell'efficacia sono unipolari e vanno da 0 a 100, il massimo di livello di forza. Non includono numeri negativi poiché non è possibile ipotizzare una gradazione più bassa dell'incapacità totale. Per ottenere un indice della forza del senso di efficacia nell'ambito delle attività in esame, è sufficiente costruire una media degli item somministrati (vedi psicometria).
Bandura propone una metodologia di misura dell'autoefficacia legata ad un livello intermedio di specificità nei confronti dell'azione, proponendo la focalizzazione degli item su una categoria di prestazioni all'interno dello stesso ambito di attività. L'autore mette inoltre in evidenza come il livello ottimale di generalità della valutazione varia (1) a seconda di ciò che si vuole predire, (2) in base a quanto si conoscono anticipatamente le richieste della situazione. Se lo scopo è predire un particolare livello di prestazione in una situazione data e conosciuta, la misura ottimale sarà molto specifica, poiché ottimizzerà la varianza spiegata. Al contrario, quando la situazione in cui è richiesta la performance è meno stabile e strutturata, è richiesto un livello di maggiore generalità. Le persone giudicano infatti la loro efficacia rispetto ad una gamma differenziata di richieste poste dal compito entro un dato contesto.
Per sviluppare un coerente strumento di misura delle convinzioni di efficacia che tenga conto sia della multidimensionalità (vedi Scala Likert) che della contesto-specificità (vedi teoria sociale cognitiva) di questo costrutto, risulta necessaria un'esplicita analisi concettuale dei requisiti chiave nell'attività oggetto d'analisi. Lo scopo di tale ricerca preliminare è l'identificazione delle caratteristiche che permettono lo svolgimento delle attività non occasionalmente, ma regolarmente, anche in presenza di condizioni ostili, in modo tale da comprendere gli elementi che portano alla prestazione eccellente. Uno spunto operativo sulle indagini preliminari per la costruzione di scale di valutazione dell'autoefficacia autoregolatoria, può consistere nel domandare alle persone di descrivere i fattori che rendono loro difficile eseguire regolarmente l'attività richiesta.
Bandura sottolinea infine come, se si limita la misura all'utilizzo di item fortemente correlati tra loro, si ottengano scale che misurino in modo ridondante soltanto un segmento del senso di efficacia. In questo senso l'autore afferma che un solido schema concettuale nella costruzione degli item può aiutare a verificare la struttura delle convinzioni di efficacia relativamente alla prestazione che si vuole predire.